# Chaenopsis stephensi
Chaenopsis stephensi är en fiskart som beskrevs av Robins och Randall, 1965. Chaenopsis stephensi ingår i släktet Chaenopsis och familjen Chaenopsidae. Inga underarter finns listade i Catalogue of Life.